# 方力申
方力申（英語：Alex Fong，1980年2月26日—），香港男歌手、演員，2014年香港十大傑出青年，為退役香港游泳代表隊隊員，曾擁11項香港游泳紀錄，他在2000年悉尼奧運刷新200米背泳、400米混合泳港績後，保持香港紀錄逾21年才遭打破。
方力申於2000年悉尼奧運後加入娛樂圈及開始大學生涯，展開唱歌、游泳及讀書的「三棲生活」，後來逐漸淡出泳壇，全身投入娛樂圈。
方力申畢業於英皇書院同學會小學，曾經就讀香港聖若瑟書院，1999年到美國Germantown Academy進修，以運動員身份透過非大學聯合招生辦法報讀香港大學，於2004年於經濟及工商管理學院畢業。2018年，他與拍檔開辦游泳學校Hong Kong Swimming Academy，栽培泳手。2019年11月5日，方力申為慈善機構「點滴是生命」展開「香港環島泳45公里慈善挑戰」，並以破大會紀錄成績10小時43分06秒完成全程，成為首位游畢全程的土生土長香港人。

## 簡歷

### 運動生涯
方力申的父親、畫廊主方毓仁喜歡游泳，祖父更是游泳健將。方父在方力申幼時已希望他能成為游泳運動員，致力栽培他這個興趣。方力申從小就接受游泳訓練，自9歲起是南華游泳會成員。15歲時曾到斯里蘭卡出賽。1999年，方力申負笈美國費城的中學Germantown Academy進修，並在當地進行高精度和密集的游泳訓練，同時希望能考進美國的大學。另一方面，他跟隨1980年代澳洲的奧運金牌泳手Dick Shoulberg習泳。在新澤西州的一場中學校際賽中方力申代表該校奪得11年內第1個男子組總冠軍大獎。2000年暑假時從美國回港繼續練習。同年9月，方力申代表香港參加2000年悉尼奧運，其中在200米背泳及400米個人混合泳打破香港記錄，其後他亦有參加一些較大型賽事如2001年第九屆全運會、2001年世界大學生運動會、2001年東亞運動會和2001年香港短池游泳錦標賽等，雖在東亞運男子400米混合泳和男子100米背泳中僅游出第5名和第10名，但在2001年香港短池游泳錦標賽1,500米自由泳項目裏，他再取得破香港紀錄的成績。
2019年方力申因備戰「45公里環島泳」，退役15年後重新投入游泳運動。現時, 仍積極參加本地及世界先進游泳錦標賽。2025年8月8日，他在新加坡举行的世界先进游泳锦标赛上以2分16秒84夺得男子200米仰泳45至49岁组别冠军。

### 榮譽
2014年香港十大傑出青年

### 演藝事業
早在孩童時期，方力申已替當時的市政局拍攝宣傳政府游泳池的廣告，目的是賺取零用錢。1997年，接拍了陽光檸檬茶廣告，但廣告中方力申出鏡率並不高。
方力申受黃柏高青睞，2000年11月27日簽約成為正東唱片及金牌經理人旗下藝人，在體育以外發展歌手及演員的事業道路。他亦選擇放棄在海外升讀大學，決定報讀香港大學工商管理學系，並通過運動會獎學金計劃獲得取錄。後來方力申正式退役，結束運動員生涯，全身投入演藝圈。
投入演藝界多年，方力申曾拍攝多部電視劇和電影，亦推出多張個人唱片。他知名於參演葉念琛導演的多齣電影，包括與鄧麗欣領銜主演的愛情系列電影如《獨家試愛》、《十分愛》、《我的最愛》和《紀念日》等等，電影上畫後受到空前熱烈歡迎，票房收入理想，二人並主唱膾炙人口的電影同名主題曲，都在社會掀起熱潮。
2009年1月20日，方力申與金牌大風繼續合約。2011年與當時女友鄧麗欣開始轉往中國内地發展，並於2012年1月11日簽約華誼兄弟，但與其他轉往內地發展的香港藝人不同的是方力申並非完全將事業轉移至内地，期間亦有拍攝香港電影及亮相無綫電視的綜藝節目。至2014年起與鄧麗欣一樣把事業重心逐步移回香港，並於2014年與華誼兄弟合約結束後於2015年簽約香港公司太陽娛樂文化，至2017年1月因與女友分手事件提前解約並恢復自由身。
方力申的形象素來健康正面，並兼任多位健康大使、青年大使等，致力投入慈善公益活動，入行首10年已擔任超過80次慈善活動大使。2014年10月5日出席香港十大傑出青年活動，當日並正式宣佈方力申為2014年度香港十大傑出青年得獎者，他形容獲獎是對人生的最大嘉許。
2017年，方力申與蘇麗珊演出電影《愛情奴隸獸》，二人分別擔任男主角及女主角。
2019年3月自由身兩年後，正式簽約「邵氏兄弟」成為旗下藝人，於2022年3月結束合約。

### 慈善及公益活動
方力申認為投入慈善工作，讓自己改變價值觀，並學會感恩。入行後不時參與慈善探訪，並致力推廣體育運動。2019年，完成香港環島泳45公里慈善挑戰，為慈善機構「點滴是生命」籌得逾1057萬元。近年，更成立非牟利慈善機構「RippleFly 一瀧」，與多個本地社福機構合作，為有特殊學習需要、基層學童等提供免費游泳班。期望透過運動鍛鍊，讓小朋友正向成長，繼續以運動改變生命。

### 馬主生涯
方力申、方圓明兄弟於2019-2020馬季開始在香港賽馬會成為馬主，是馬主團體七俠五義團體成員，擁有名下賽駒「將俠」（身價600萬港元）、「將義」、「將睿」（原名「湖廣萬頃」）。

### 與泳總爭議
2024年7月，方力申公開批評香港游泳總會(泳總)制度不公,指其泳會一名9歲男學生因「泳會級別不夠高」而被拒參加錦標賽。此事引發社會廣泛關注，泳總隨後召開特別會議，通過相關泳手可以個人身份參加分齡游泳錦標賽。方力申對此表示歡迎，但批評泳總做法只是「偷換概念」，認為日後任何達標泳手仍會因屬會級別不夠高而需要申請參賽。他強調泳總三級屬會制度存在極大不公，形容泳總的處理方式為「斬腳趾避沙蟲」。2024年7月17日，泳總與方力申、立法會議員何敬康等人會面後，承諾作出改革。

## 感情生活

### 鄧麗欣
2003年，方力申與鄧麗欣因合唱《好心好報》和《好好戀愛》開始傳出緋聞，兩人隨後合作葉念琛導演的經典愛情三部曲電影《獨家試愛》（2006年）、《十分愛》（2007年）、《我的最愛》（2008年），成為香港最廣為人知及受歡迎的熒幕情侶，更成為眾人公認的「金童玉女」。
2012年，兩人被發現同往馬爾代夫旅遊，戀情正式曝光。2015年3月，方力申與鄧麗欣首度以情侶檔亮相王祖藍，李亞男主持的旅遊節目《蜜月到訪》，兩人在節目中承認早於宣傳電影《獨家試愛》時已開始交往，更在節目中暢談交往9年的甜蜜和艱辛；同年5月，方力申在香港接受電台訪問時，高調稱交往了9年的鄧麗欣是自己的「最愛」。
2016年3月17日，二人透過經理人公司太陽娛樂文化發表聲明表示已經分手，正式結束長跑10年的愛情，對此兩人堅稱是「經過深思熟慮得出的結果」，認為分開是對雙方最好的選擇，強調兩人分手後還是工作上的好搭檔，私底下也會是好朋友，望外界不要多加揣測，並且尊重他們的決定。
2016年3月18日，方力申出席活動時兩度流下男兒淚，就二人分手一事作出回應，表示兩人於戀愛十周年當日分手，分手一事經歷了三個月的冷靜期，最終還是決定分手，坦言兩人之間存在解決不到的問題致分手，感情或多或少受電影《紀念日》影響，但強調與結婚無關。3月28日，鄧麗欣分手後首度接受傳媒訪問，否認二人分手涉及第三者，過程中更幾次哽咽落淚，指難以用三言兩語解釋分手的原因，當問題累積，很難解釋及解決，並指與方力申並非旁人眼中童話故事中的主人公。

### 葉萱
2023年3月，方力申承認在Netflix紀錄片《以神之名：信仰的背叛》中自揭被韓國邪教組織基督教福音宣教會（JMS）教主鄭明析性侵的香港女子葉萱（Maple Yip）為現任女友。
2025年2月14日，方力申在社交媒體上宣佈已與葉萱結婚。

## 音樂演出
- 2004年：《903十一團火音樂會》（5月30日）
  - 地點：數碼港
  - 嘉賓：Ping Pung、雷頌德
- 2006年：《加州紅903遊樂團音樂集會》（11月11日）
  - 地點：大埔白鷺湖互動中心
- 2007年：《Roadshow Live方力申音樂會》（9月21日）
  - 地點：九龍灣國際展貿中心
  - 嘉賓：許志安、鄧麗欣、吳雨霏、杜德智
- 2018年：《阿泓 鄧健泓 Music Live Concert 2018》（嘉賓演出）（4月29日）
  - 地點：麥花臣場館
- 2024年：《方力申SHOW UP 演唱會2024 - 佛山站》（6月1日）
  - 地點：嶺南明珠體育館訓練館
  - 嘉賓：劉浩龍
- 2024年：《方力申SHOW UP 演唱會2024 - 中山站》（8月17日）
  - 地點：中山體育館
  - 嘉賓：鄭融
- 2024年：《方力申SHOW UP 演唱會2024 - 江門站》（9月16日）
  - 地點：新會體育中心體育館
  - 嘉賓：林夏薇
- 2025年：《方力申SHOW UP 演唱會2025 - 廣州站》（4月13日）
  - 地點：中山紀念堂
  - 嘉賓：江若琳
- 2025年：《方力申SHOW UP 演唱會2025 - 南海站》（7月19日）
  - 地點：南海體育館
  - 嘉賓：關智斌
- 2018年：《陳慧琳Season 2 萬人結界演唱會》（嘉賓演出）（8月16日）
  - 地點：宝能广州国际体育演艺中心
- 2025年：《方力申SHOW UP 演唱會2025 - 東莞站》（8月30日）
  - 地點：東城體育公園籃球館
  - 嘉賓：
- 多次為鄭中基（以《美女廚房》拍檔身份與梁漢文）、古巨基（以「金牌一條順」身份與小肥、側田、INK、6號 @ RubberBand與古巨基合唱《年年有今日》）的紅館演唱會任嘉賓。

## 廣播劇

### 2001年
- 商業電台《日與夜》（飾：Captain）
- 商業電台《女子公寓》（飾：方力）
- 香港電台《瘋Show快活人－十個愛情故事》（飾：Bobo）
- 香港電台《Y2K+1劇場版》（飾：阿樂）
- 商業電台《有怪莫怪的世界》（飾：Miu）
- 商業電台《十八樓C座》（飾：熱愛足球的青年）

### 2002年
- 商業電台《奪鏢前傳》（飾：莫一一）
- 商業電台《落入凡間的天使》（飾：阿力）
- 新城電台《71個心情故事（夜情篇）》（飾：阿豐）

### 2003年
- 香港電台《QQ Co. - 拖男帶女》（飾：Gabriel）

### 2004年
- 香港電台《無火主席 - 展能廚房》

### 2007年
- 新城電台《墨爾本的翡翠》（飾：Bonno）
- MOOV網上廣播劇《愛情，請按9字》（飾：Alex）

### 2008年
- 香港電台《Made in Hong Kong》廉署廣播劇（飾：廉署調查員）
- 香港電台《一國兩制》與《基本法》廣播劇

### 2009年
- 新城電台《少年風雲》（飾：步驚雲）

## 舞台劇
- 2001年 森美小儀歌劇團之《有怪莫怪的世界》
- 2002年 森美小儀歌劇團之《奪鏢》飾 莫一一
- 2007年 I Love You Boyz GAGame Show《鬆Ｄ啦！衣池瀨》（客串）
- 2023年 Tuesdays with Morrie《相約星期二》飾 記者明哲 （主演）

## MV
- 2017年 以前 - Sukie S 石詠莉
- 2022年 不散 - 譚嘉儀

## 電視劇

### 無綫電視（TVB）
- 2003年 《當四葉草碰上劍尖時》飾 游泳學會同學 （客串）
- 2005年 《甜孫爺爺》飾 文逸晞（Ray）
- 2007年 《森之愛情》飾 阿力（客串一單元）
- 2008年 《盛裝舞步愛作戰》飾 Shawn（客串）
- 2015年 《華麗轉身》飾 桑尚恆（Sean）
- 2022年 《廉政行動2022》飾 劉永強
- 2022年 《美麗戰場》飾 龐振宇（Alex）
- 2024年 《逆天奇案2》飾 唐冠峰

### 寰亞傳媒集團
- 2023年 《疊影狙擊》飾 馬家明

### 邵氏兄弟
- 2023年《廉政狙擊》飾 陳世邦（Brian）

### 網絡劇
- 2001年 《百分百感覺》 飾 許樂

### 香港電台
- 1999年 《百老薈 - 尼羅河畔》 飾 兒子
- 1999年 《Y2K前的暑假》 飾 方力申（Alex）
- 2002年 《煙絲萬縷》 飾 游泳教練
- 2002年 《U時段 - 小申見工記》 飾 小申
- 2003年 《百老薈》
- 2004年 《執法群英》飾 水警警員
- 2022年 《獅子山下 - 我們之間》

### 中國大陸
- 2011年 《風雨桃花鎮》 飾 龍三喜
- 2011年 《大唐雙龍傳之長生訣》 飾 徐子陵
- 2011年 《假如我是真的》 飾 文向天
- 2011年 《護國軍魂傳奇》 飾 鄭平山 （客串 第27，28集）
- 2012年 《唐朝浪漫英雄》飾 湯馳
- 2012年 《女人幫·妞兒》（客串 第9集）
- 2014年 《雙生花》飾 高俊飛
- 2019年 《G12特別行動組——未來戰士》(2013年拍攝)

## 網劇
- 2003年 四曲奇談（特別演出）（now.com）
- 2004年 百分百感覺飾演 許樂 （now.com）
- 2004年 百分百感覺之冬日戀曲飾演 許樂 （now.com）

## 紀錄片
- 2020年 《A DREAM OF A LIFETIME 方力申香港環島泳45公里慈善挑戰紀錄片》[37]

## 電視節目

### 2000年
- 亞洲電視：《探訪人間 -一人有一個故事》

### 2001年
- 《藍圖廿一 - 新新生活》

### 2004年
- 無綫電視：雅典奧運會

### 2005年
- 香港電台《第二十七屆十大中文金曲頒獎音樂會》

### 2006年
- 無綫電視《美女廚房》

### 2007年
- 香港電台《體育的風采》

### 2008年
- 香港電台《全港大專生機器人大賽2008》（旁白）
- 無綫電視《亮相》（嘉賓主持）
- 無綫電視北京奧運會
- 無綫電視《向世界出發（第3輯）》（嘉賓主持）

### 2009年
- 無綫電視《美女廚房（第二輯）》

### 2016年
- ViuTV 《美選 D.n.A》

### 2018年
- 香港電台《警訊罪案呼籲─倫敦金騙案》（飾騙徒 - 万刀甲）

### 2021年
- 無綫電視《開心大綜藝》
- 無綫電視《鬼上你架車》系列，共3輯
- 無綫電視《死因有可疑》
- 無綫電視《2020年東京奧運》
- 無綫電視《培生擂台：無敵盃》

### 2022年
- 無綫電視《鋪鋪Poker》

### 2024年
- 無綫電視《獎門人Happy Easter感謝祭》[38]
- 無綫電視《拍檔廚房》
- 無綫電視《巴黎奧運2024》 特邀主持 [39]
- 芒果TV《聲生不息·大灣區季》特邀主持

### 2025年
- 中国中央电视台少儿频道《央视少儿春晚跃动嘉年华》与（王心妤、张可盈合唱《纸飞机》）
- 腾讯视频《演员请就位 (第三季)》

## 電影
| 年份   | 戲名                             | 角色                 | 備註       |
| 2001年 | 2002                             | 水鬼                 |            |
| 2003年 | 行運超人                         | 警察                 | 客串       |
| 2003年 | 給他們一個機會                   |                      |            |
| 2003年 | 地下鐵                           |                      |            |
| 2004年 | 花好月圓                         | 自殺王子             | 客串       |
| 2004年 | 戀情告急                         | 交通警               | 客串       |
| 2004年 | 驚心動魄                         |                      | 客串       |
| 2004年 | 我要做model                      | 飛魚王子             | 客串       |
| 2004年 | 熊之歷險                         | 堅尼                 | 配音       |
| 2005年 | 春田花花同學會                   | 救生員               | 客串       |
| 2005年 | 濠情歲月 （又名：千般愛）        | 洪洋                 |            |
| 2005年 | 荒失失奇兵                       | 馬提                 | 配音       |
| 2006年 | 得閒飲茶                         | 陳偉文               |            |
| 2006年 | 獨家試愛                         | 林嘉華               | 第一男主角 |
| 2006年 | 愛上屍新娘                       | 阿力                 |            |
| 2006年 | 戀愛初歌                         | Tony Wong            |            |
| 2007年 | 心想事成                         | 鄭和                 |            |
| 2007年 | 十分愛                           | 張大力               |            |
| 2007年 | 塚愛                             |                      |            |
| 2007年 | 神槍手與智多星                   | 阿飛                 |            |
| 2008年 | 我的最愛                         | 強                   | 第一男主角 |
| 2008年 | 狼牙                             | 靚保                 |            |
| 2008年 | 荒失失奇兵2                      | 馬提                 | 配音       |
| 2009年 | 金錢帝國                         | 韓志邦               |            |
| 2009年 | 機器俠                           | K1                   |            |
| 2010年 | 越光寶盒                         | 關羽                 |            |
| 2010年 | 出水芙蓉                         | 郭志遠               |            |
| 2011年 | 宅男總動員之女神歸來             |                      | 客串       |
| 2011年 | 人約離婚後                       | 林懷強（Ryan Wong）  |            |
| 2011年 | 阿凱說:牛奶請你喝                | 方凱                 |            |
| 2011年 | 戀夏戀夏戀戀下                   | 小方                 |            |
| 2011年 | 東成西就2011                     |                      | 客串       |
| 2012年 | 戀愛三萬英呎（原名：麻辣空姐）   |                      |            |
| 2012年 | 喜愛夜蒲2                        |                      | 客串       |
| 2013年 | 致命閃玩                         | 阿德                 |            |
| 2014年 | 不愛不散                         | 小天                 |            |
| 2014年 | 大话天仙                         | 鐵金剛               |            |
| 2014年 | 非狐外傳                         | 王生                 |            |
| 2014年 | Delete愛人                       |                      | 客串       |
| 2014年 | 碟仙詭譚                         |                      |            |
| 2014年 | 爱心快餐                         |                      | 短片       |
| 2015年 | 枪过境                           |                      |            |
| 2015年 | 三更車庫（又名：地下11米）       | 地下車庫保安「羅坤」 |            |
| 2015年 | 紀念日                           | 黃志強               |            |
| 2016年 | 綁架丁丁當                       | Don                  |            |
| 2016年 | 詭夢兇鈴                         | 杜陽                 |            |
| 2017年 | 碟仙詭譚2                        | 關辛                 |            |
| 2017年 | 女人永遠是對的（又名：聖女奇緣） |                      |            |
| 2017年 | 明月幾時有                       | 香港商人             |            |
| 2017年 | 建軍大業                         | 李宗仁               |            |
| 2017年 | 我們的6E班                       | 銀行家               |            |
| 2017年 | 愛情奴隷獸                       | 林嘉華               |            |
| 2017年 | 寶貝特攻                         | 高鹏                 |            |
| 2018年 | 我的情敵女婿                     | 萬紀柏               |            |
| 2019年 | 你咪理，我愛你                   | PETER                |            |
| 2019年 | 五十米之戀                       | 李十全               |            |
| 2019年 | 最佳男友進化論                   | 羞羞                 |            |
| 2020年 | 血鲨1                            | 明煦阳               | 網絡電影   |
| 2020年 | 聖荷西謀殺案                     | 李智勇               |            |
| 2020年 | 阿索的故事                       |                      |            |
| 2021年 | 總是有愛在隔離                   | COVID-19確診者       |            |
| 2024年 | 出租家人                         | 馮卓軒               |            |
| 2024年 | 斗轉乾坤                         | 六耳猕猴             | 網絡電影   |
| 2024年 | 億計劃                           | 齊飛                 |            |
| 2025年 | 麻雀女王追男仔                   | 假林雨雲             |            |

## 書籍
- 2005年：《學好英文的魔法》（7月26日）
- 2007年：《Stephy & Alex 十分愛》（3月19日）
- 2008年：《我的最愛Stephy & Alex電影寫真》（3月）
- 2015年：《十傑——十個傑出青年的故事》

## 個人唱片
| 專輯 # | 專輯名稱                   | 專輯類型  | 發行公司          | 發行日期       | 曲目 |
| ------ | -------------------------- | --------- | ----------------- | -------------- | --- |
| 1st    | 方力申                     | 大碟      | 正東唱片          | 2001年8月17日  | 曲目 1. 就是這麼愛妳 2. 隨傳隨到 3. 可喜可賀 4. 別人情歌 5. 快樂園地 6. 教我聽情歌 7. 娛樂我 8. 其實我想 9. 快將暑假拍下來（方力申/李彩樺/林峯/鄧健泓） 10. 就是這麼愛你 The Ballad |
| 1st    | 方力申（AVCD特別版）       | 大碟      | 正東唱片          | 2001年10月19日 | 曲目 1. 電腦檔案 不能播放 2. 就是這麼愛妳（Music Video） 3. 隨傳隨到（Music Video） 4. 可喜可賀（Music Video） 5. 就是這麼愛妳 6. 隨傳隨到 7. 可喜可賀 8. 別人情歌 9. 快樂園地 10. 教我聽情歌 11. 娛樂我 12. 其實我想 13. 快將暑假拍下來（方力申/李彩樺/林峯/鄧健泓） 14. 就是這麼愛你 The Ballad |
| 2nd    | 一周年                     | EP        | 正東唱片          | 2002年2月9日   | 曲目 1. 一周年 2. How I Miss U 3. 講句喜歡你 4. 守護神 5. 再見老地方 6. 超速龍球 7. 一周年（X'mas Mix） |
| 3rd    | 方力申 新曲+精選           | 新曲+精選 | 正東唱片          | 2003年10月22日 | 曲目 1. 寂寞英雄 2. 超級愛你 3. 就是這麼愛妳 4. 隨傳隨到 5. 可喜可賀 6. 別人情歌 7. 快樂園地 8. 教我聽情歌 9. 娛樂我 10. 其實我想 11. 快將暑假拍下來（方力申/李彩樺/林峯/鄧健泓） 12. 一周年 13. How I Miss U 14. 講句喜歡你 15. 守護神 16. 再見老地方 |
| 4th    | True                       | 大碟      | 百代唱片 金牌娛樂 | 2003年10月24日 | 曲目 1. 好心好報（方力申/鄧麗欣） 2. 繼續游 3. 下一次再見 4. 世界之大 5. 冰極兩公里 6. 娛樂妳朋友 7. 失戀勝地 8. 大朝聖 9. 蠻牛 10. 冬眠 11. 好心好報 12. 瞬間移動（國） 13. 每一刻的自由（國）（方力申/陳茵茵） |
| 5th    | Never Walk Alone           | 大碟      | 百代唱片 金牌娛樂 | 2004年4月29日  | 曲目 1. 大方 2. 你夠幸福嗎 3. 拖拖拉拉 4. 好好戀愛 5. 可愛不可愛 6. Cool住你 7. 零藉口 8. 我的戀愛日記 9. 傻瓜 10. 好來好去 11. 下一轉再見 |
| 5th    | Never Walk Alone（特別版） | 大碟      | 百代唱片 金牌娛樂 | 2004年7月20日  | 曲目 CD 1. 大方 2. 你夠幸福嗎 3. 拖拖拉拉 4. 好好戀愛 5. 可愛不可愛 6. Cool住你 7. 零藉口 8. 我的戀愛日記 9. 傻瓜 10. 好來好去 11. 下一轉再見 AVCD 1. 好好戀愛（合唱版）MV 2. 大方 MV 3. 拖拖拉拉 MV 4. 好好戀愛 MV 5. Cool住你 MV 6. 好好戀愛（合唱版）（方力申/鄧麗欣） |
| 6th    | Be Good                    | 大碟      | 百代唱片 金牌娛樂 | 2005年5月27日  | 曲目 1. ABC君 2. 自欺欺人（方力申/傅穎） 3. 我們不是朋友 4. 密碼 5. 石像 6. 自導自戀 7. 好走 8. 希望我聽錯 9. 你記得嗎? 10. 幸福家庭 |
| 7th    | 在你遙遠的附近             | 大碟      | 百代唱片 金牌娛樂 | 2007年1月18日  | 曲目 CD 1. 在你遙遠的附近 2. 大細心 3. 皇后 4. 親近對．親熱錯 5. 先苦後甜 6. 壞的好情人 7. 冷靜熱情之間 (方力申/鄧麗欣/傅穎) 8. 有無 9. 方圓 10. 脆弱的石頭 11. 天同地 12. 無雙譜 13. 你什麼都可以（國） DVD 1. 在你遙遠的附近 MV 2. 大細心MV 3. 皇后 MV 4. 先苦後甜 MV 5. 無雙譜 MV 6. 冷靜熱情之間 MV 7. 你什麼都可以 MV |
| 8th    | 我的最愛 新曲+精選         | 新曲+精選 | 金牌娛樂          | 2008年3月20日  | 曲目 CD 1. 我的最愛（方力申/鄧麗欣） 2. 認命 3. 死守 4. 好歌 5. 在你遙遠的附近 6. ABC君 7. 大方 8. 自欺欺人（方力申/傅穎） 9. 大細心 10. 無雙譜 11. 先苦後甜（Dessert Version） 12. 好好戀愛 13. 就是這麼愛你 14. 自導自戀 15. 零藉口 16. 隨傳隨到 17. 好心好報 18. 十分．愛（方力申/鄧麗欣） DVD 1. 我的最愛 MV 2. 死守 MV 3. 在你遙遠的附近 Karaoke MV 4. 十分．愛（合唱版）Karaoke MV 5. ABC君 Karaoke MV 6. 大方 Karaoke MV 7. 大細心 Karaoke MV 8. 自欺欺人 Karaoke MV 9. 無雙譜 Karaoke MV 10. 先苦後甜 Karaoke MV 11. 好好戀愛（合唱版）Karaoke MV 12. 拖拖拉拉 Karaoke MV 13. 零藉口 Karaoke MV 14. 我們不是朋友 Karaoke MV 15. 石像 Karaoke MV 16. 自導自戀 Karaoke MV 17. 好好戀愛 Karaoke MV 18. 好心好報（合唱版）Karaoke MV |
| 9th    | Time Flies                 | EP        | 金牌大風          | 2009年1月22日  | 曲目 CD 1. 如果世上沒傻瓜 2. 月全蝕 3. 最好的時光 4. 面目全非 5. 時間太少 6. 重愛（方力申/鄧麗欣） DVD 1. 如果世上沒傻瓜 MV 2. 月全蝕 MV 3. 重愛 MV |
| 10th   | 七年                       | 大碟      | 金牌大風          | 2009年8月26日  | 曲目 1. 匆匆 2. 鍾意了知己 3. 廣東話 4. 七年（方力申/鄧麗欣） 5. 怪異集 6. 煩得可愛 7. 撲翼蝴蝶 8. 記憶（國）（方力申/孫儷） 9. 愛情年華（國） 10. 可能愛上你（國） |

## 動畫歌曲
- 2002年：超速龍球（動畫《超速搖搖》粵語片頭曲）
- 2004年：下一轉再見（動畫《爆旋陀螺2》粵語片頭曲）

## 音樂獎項

### 2001年
- 新城勁爆頒獎禮 - 新城勁爆新人王
- 叱吒樂壇流行榜頒獎典禮 - 叱吒樂壇新力軍男歌手 銅獎
- 十大中文金曲 - 香港電台最佳進步獎 最有前途新人獎 銀獎
- 雪碧榜音樂頒獎禮 - 我的選擇中國原創音樂流行榜新人獎
- 勁歌金曲第三季季選新星試打三屆台主大獎 - 《隨傳隨到》
- IFPI - 全年最暢銷新人大獎
- 十大健康之星 - 「型男突破大獎頒獎禮」之「運動界」
- 熱點新人獎 上位藝人
- 音評會 - 最有潛質新進歌手 銅獎

### 2002年
- 十大勁歌金曲頒獎典禮 - 最受歡迎新人獎（男歌手）（銀獎）
- 十大中文金曲 - 最有前途新人獎（銀獎）
- 雪碧榜音樂頒獎禮 - 最受歡迎男新人獎 (港、台)
- 勁歌金曲第三季季選 - 網上最喜愛男歌手
- 兒歌金曲頒獎典禮得獎兒歌 –《超速龍球》
- 壹週刊「健康第壹大獎2OO2」頒獎典禮 - 統一至識食新鮮健康大使大獎

### 2003年
- 兒歌金曲開心家年華 - 得獎歌曲《快將暑假拍下來》
- 兒歌金曲開心家年華 - 兒歌金曲銅獎《快將暑假拍下來》
- 勁歌金曲第二季季選 - 最受歡迎廣告歌《冰極兩公里》
- 勁歌金曲第四季季選 - 最受歡迎合唱歌《好心好報》（合唱版）
- 十大勁歌金曲頒獎典禮 - 最受歡迎合唱歌曲銀獎《好心好報》(方力申、鄧麗欣)
- 新城勁爆頒獎禮 - 新城勁爆合唱歌 《好心好報》(方力申、鄧麗欣)
- 十大中文金曲 - 十大中文金曲《好心好報》
- 勁歌王金曲金榜全球華人樂壇總選音樂盛典 - 「網上人氣男歌手」大獎
- 勁歌王金曲金榜全球華人樂壇總選音樂盛典 - 「傑出表現男歌手」大獎
- Roadshow MV直選2003 - 《好心好報》(方力申、鄧麗欣)
- 2003「型男突破大獎頒獎禮」

### 2004年
- 十大中文金曲 - 十大中文金曲《好好戀愛》
- 勁歌金曲優秀選第二回 - 《好好戀愛》
- 十大勁歌金曲頒獎典禮 - 最受歡迎合唱歌曲獎《好好戀愛》
- 新城勁爆頒獎禮 - 新城勁爆歌曲《大方》
- 新城勁爆頒獎禮 - 新城勁爆合唱歌曲《好好戀愛》(方力申、鄧麗欣)
- 新城勁爆頒獎禮 - 新城勁爆人氣歌手 (男歌手)

### 2005年
- 2005勁歌金曲優秀選第一回 - 得獎歌曲《自導自戀》
- 2005勁歌金曲優秀選第二回 - 得獎歌曲《ABC君》
- 新城勁爆頒獎禮 - 勁爆歌曲大獎《ABC君》
- 新城勁爆頒獎禮 - 勁爆合唱歌曲《自欺欺人》
- 新城勁爆頒獎禮 - 勁爆卡拉OK歌曲《自欺欺人》
- 新城勁爆頒獎禮 - 十五周年勁爆突破歌手大獎
- 雪碧榜音樂頒獎禮 - 最優秀合唱歌曲獎 - 《自導自戀》
- 雪碧榜音樂頒獎禮 - 卓越表現大獎（香港地區）
- RoadShow至尊音樂頒獎禮 - 至尊歌曲《ABC君》
- Yahoo!搜尋人氣大獎2005 - 十大搜尋人氣歌曲《ABC君》
- Yahoo!搜尋人氣大獎2005 - 十大搜尋人氣歌曲《自欺欺人》
- 廣東電台 - 金曲優異表現獎曲金榜

### 2006年
- 新城勁爆頒獎禮 - 新城勁爆歌曲 《在你遙遠的附近》
- 新城勁爆頒獎禮 - 新城勁爆合唱歌曲 《十分．愛》
- 十大勁歌金曲頒獎典禮最受歡迎合唱歌曲獎金奬《十分愛》
- RoadShow至尊音樂頒獎禮 - 至尊合唱歌曲《十分愛》
- RoadShow至尊音樂頒獎禮 - 至尊歌曲《在你遙遠的附近》
- SINA Music樂壇民意指數頒獎禮 - 新歌試聽最高收聽率歌曲第五位《在你遙遠的附近》
- SINA Music樂壇民意指數頒獎禮 - 新歌試聽合唱歌曲獎《十分．愛》
- UA電影大獎2006 -「銀幕情侶賞」鄧麗欣 方力申 《獨家試愛》

### 2007年
- 2007勁歌金曲優秀選第一回 - 得獎歌曲《大細心》

### 2008年
- 2008勁歌金曲優秀選第一回 - 得獎歌曲《我的最愛》（與鄧麗欣合唱）
- 第五屆SINA網絡廣告大獎 - 我最喜愛網絡廣告型男
- 第五屆勁歌王全球華人樂壇年度總選頒獎典禮 - 香港傑出青年歌手獎
- 第五屆勁歌王全球華人樂壇年度總選頒獎典禮 - 最受歡迎合唱歌《我的最愛》（與鄧麗欣合唱）
- Yahoo!搜尋人氣大獎2008 - 歌詞《我的最愛》（與鄧麗欣合唱）
- Yahoo!搜尋人氣大獎2008 - 電視及電影獎項 本地男演員

### 2009年
- 2009勁歌金曲優秀選第一回 - 得獎歌曲《月全蝕》
- 2008香港數碼音樂頒獎禮 - 最高次數網上點播歌曲《我的最愛》（與鄧麗欣合唱）
- 健康第壹大獎2009 頒獎典禮

### 2010年
- Neway卡拉OK頒獎禮 - 《七年》(方力申、鄧麗欣)
- 音樂先鋒榜 - 最受歡迎對唱金曲《七年》(方力申、鄧麗欣)
- 雪碧榜頒獎禮 - 港台金曲《月全蝕》
- 雪碧榜頒獎禮 - 最具才華獎(香港地區)

## 游泳紀錄
方力申現時保持著2項香港的游泳紀錄；另保持1項青年組別紀錄（16歲以下）：
|   |        | 項目                          | 時間     | 比賽日期      |
| - | ------ | ----------------------------- | -------- | ------------- |
| 1 | 環島游 | 45公里環繞香港島              | 10:43:06 | 2019年11月5日 |
| 2 | 長池   | 200米背泳                     | 2:05.47  | 2000年9月20日 |
| 3 | 長池   | 400米個人混合四式             | 4:29.02  | 2000年9月17日 |
| 4 | 長池   | 400米個人混合四式（16歲以下） | 4:40.20  | 1995年8月20日 |

## 政見
方力申曾經為香港特區政府拍廣告，宣傳粵港澳大灣區。他也支持過李家超參選2022年香港行政長官選舉。